# SeaBus

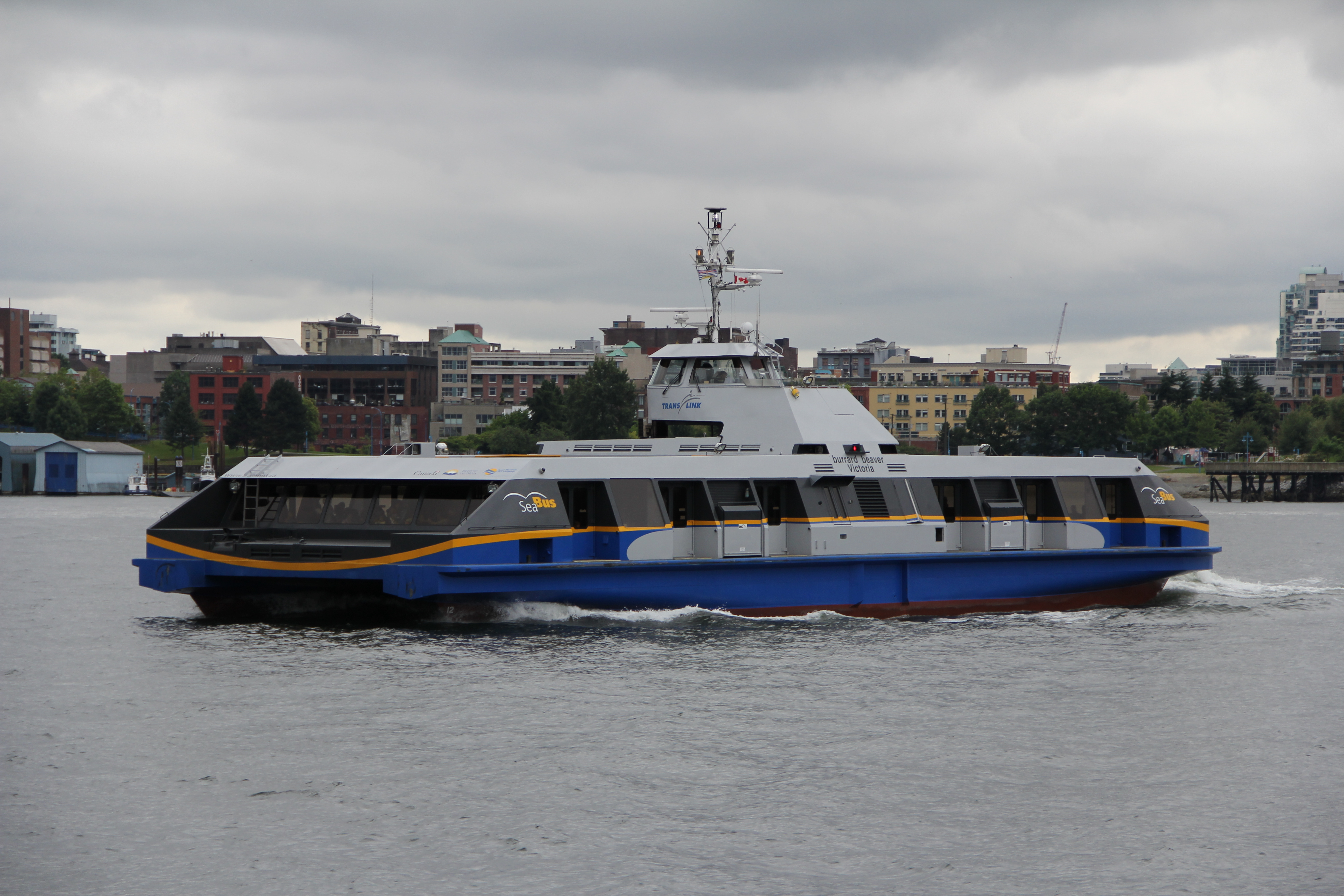
Foto van de SeaBus.

De SeaBus is een veerpontservice in de regio Vancouver in de Canadese provincie British Columbia en is alleen geschikt voor passagiers. Het kruist de Burrard Inlet om de steden Vancouver en North Vancouver te verbinden. SeaBus is eigendom van TransLink en wordt uitgevoerd door de Coast Mountain Bus Company, de SeaBus vormt een belangrijk onderdeel van het geïntegreerde openbaarvervoersysteem in de regio.
In oktober 2014 is een nieuwe veerpont toegevoegd aan de SeaBusvloot. Dit schip is een verbeterde versie van de bestaande SeaBus-schepen en is gebouwd door het Nederlandse bedrijf Damen Shipyards. 